# داغ ألبرت
داغ ألبرت (بالسويدية: Dag Albert)‏ هو فارس ‏ سويدي، ولد في 17 نوفمبر 1969 في Strömstad ‏ في السويد.

## وصلات خارجية
- داغ ألبرت على موقع اللجنة الأولمبية الدولية (الإنجليزية)
- داغ ألبرت على موقع أوليمبيديا (الإنجليزية)
- داغ ألبرت على موقع اللجنة الأولمبية السويدية (السويدية)